# Nabil Ghilas
Nabil Ghilas (Marsiglia, 20 aprile 1990) è un calciatore francese naturalizzato algerino, attaccante del Berre.

## Carriera
Dopo aver giocato in Francia al Cassis Carnoux, nel 2010 si trasferisce al Vizela. Nel 2011 poi va alla Moreirense, dove realizza 15 gol in 47 presenze (nel suo ultimo campionato con questa squadra in 30 gare disputate segna ben 13 gol nella Primeira Liga 2012-2013). L'8 luglio 2013 il giocatore si trasferisce al Porto. Dopo un anno viene prestato al Córdoba nella Liga spagnola e nella stagione 2015-2016 al Levante, sempre nella Liga.

## Palmarès

### Club

#### Competizioni nazionali
- Supercoppa di Portogallo: 1

Porto: 2013